# Riksväg 44
De Zweedse rijksweg 44 is een nationale weg met een lengte van 115 kilometer in de provincie Västra Götalands län in het zuiden van Zweden. De weg loopt van Herrestad naar Götene en verbindt daarmee de E6, de E45 en E20 met elkaar. Belangrijke plaatsen langs de weg zijn Uddevalla, Vänersborg, Trollhättan en Lidköping.
Het gedeelte door de stad Uddevalla en de verbinding Uddevalla - Båberg is uitgebouwd als autosnelweg. Het gedeelte Båberg - Trollhättan als autoweg. Het gedeelte autosnelweg vormt een belangrijke verbinding voor het verkeer vanuit Göteborg richting Karlstad.

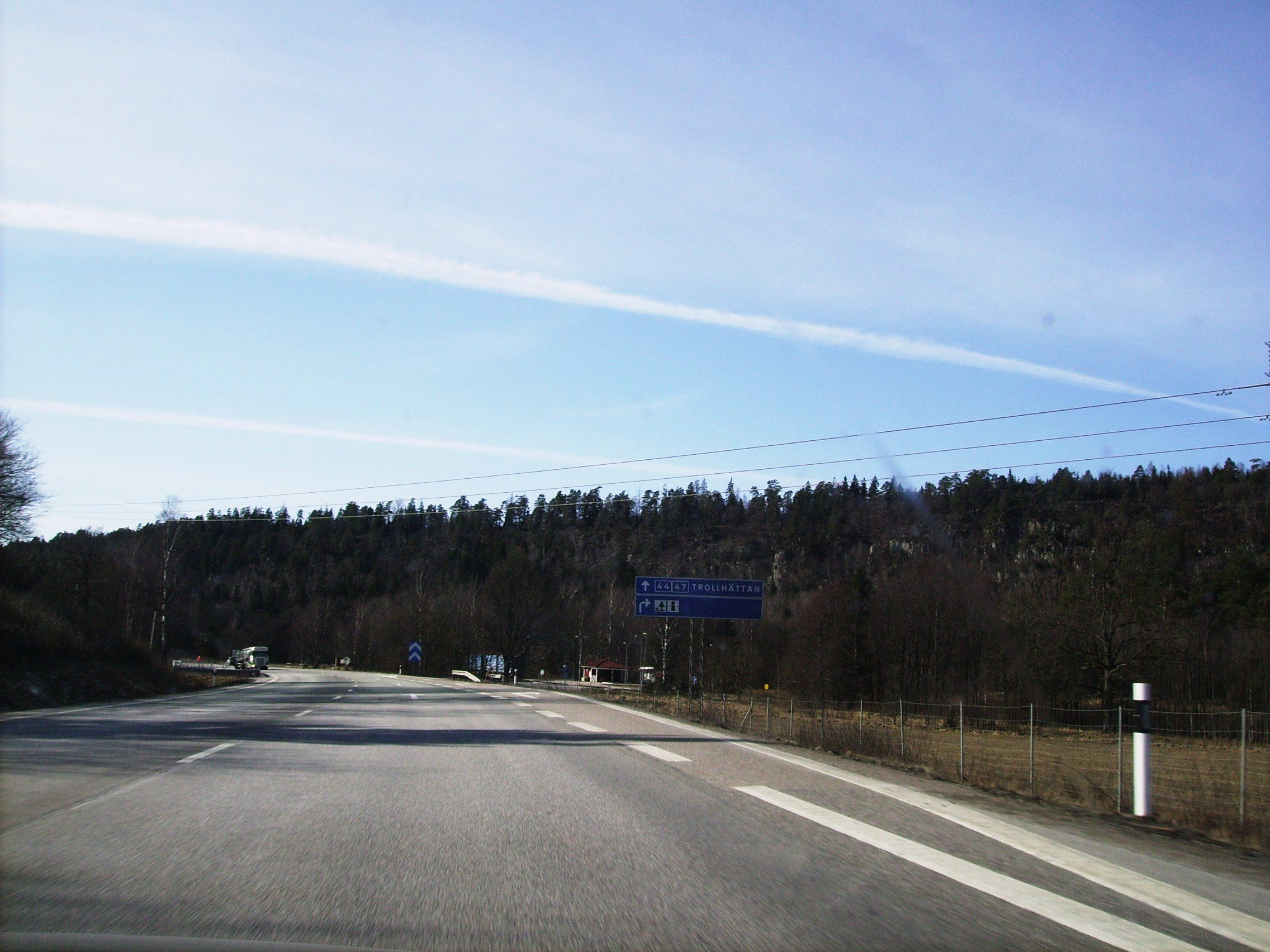
De weg 44 ter hoogte van Hunneberg

## Plaatsen langs de weg
- Herrestad
- Uddevalla
- Vänersborg
- Trollhättan
- Grästorp
- Gillstad
- Lidköping
- Källby
- Götene

## Knooppunten
- E6 en Länsväg 161 bij Herrestad
- Länsväg 172 bij Uddevalla
- E45: start gezamenlijk tracé, bij Vänersborg
- E45: einde gezamenlijk tracé, Riksväg 42/Riksväg 47: begin gezamenlijk tracé, bij Trollhättan
- Riksväg 42: einde gezamenlijk tracé over bijna 4 kilometer, bij Trollhättan
- Riksväg 47: einde gezamenlijk tracé over 19 kilometer, bij Grästorp
- Länsväg 187 bij Lidköping
- Länsväg 184 bij Lidköping
- E20 bij Götene

Europese wegen:
E4 · E6 · E10 · E12 · E14 · E16 · E18 · E20 · E22 · E45 · E65
Riksvägar:
9 · 11 · 13 · 15 · 17 · 19 · 21 · 23 · 24 · 25 · 26 · 27 · 28 · 29 · 30 · 31 · 32 · 34 · 35 · 37 · 40 · 41 · 42 · 44 · 46 · 47 · 49 · 50 · 51 · 52 · 53 · 55 · 56 · 57 · 61 · 62 · 63 · 66 · 68 · 69 · 70 · 72 · 73 · 75 · 76 · 77 · 83 · 84 · 86 · 87 · 90 · 92 · 94 · 95 · 97 · 98 · 99